# Мифропаст
Мифропаст (др.-греч. Μιθροπάστης, лат. Mithropástēs; IV век до н. э.) — сын персидского сатрапа Арсита.
Из сообщения Страбона известно, что изгнанный персидским царём Дарием III Мифропаст прибыл на острова в Персидском заливе. По замечанию авторов Ираники, этот край являлся одним из мест для ссылки. По мнению Г. Берве, бегство Мифропаста было связано с поражением персов в сражении при Гранике в мае 334 года до н. э. и последовавшим за ним самоубийством Арсита. Канадский учёный В. Хеккель же посчитал, что это произошло после битвы при Гавгамелах в 331 году до н. э.
Во время плавания македонского флота в Персидском заливе в 325/4 году до н. э. Неарх пристал к острову Оаракте, где и встретил Мифропаста, ранее удалившегося с Огириса. Знакомый с особенностями местности сын Арсита при посредничестве правителя Оаракты Мазена предложил свои услуги Неарху в его путешествии в качестве проводника. О дальнейшей судьбе Мифропаста известные исторические источники не сообщают.